# Théâtre de la Verrière
Pour les articles homonymes, voir Verrière.
le théâtre de la Verrière est un théâtre lillois. Il accueille notamment la compagnie La Découverte.

## Histoire
En 1992, Joël Pitte, directeur des Ateliers du Nord (construction de décors) proposa à Dominique Sarrazin, la reprise du bail de ses locaux du 28, rue Alphonse Mercier, pour sa compagnie La Découverte, qui créait et tournait nationalement depuis 1981.
Aujourd'hui, le lieu est tourné vers la création régionale (120 compagnies de la région ont été accueillies), nationale et contemporaine, ainsi que la médiation et l’action culturelle.
Le lieu est également ouvert au public pour des débats, des lectures et des ateliers. Par exemple, en 2018, le Centre de Ressources du Théâtre en Amateur de la Ligue de l’enseignement des Hauts-de-France s’associa au théâtre de la Verrière pour vous proposer un stage-création sur le thème de la Grande Guerre et de son « après ».
De septembre 2022 à juin 2024, Louise Wailly y est artiste en résidence. Metteure en scène, autrice et comédienne elle est à l'origine de la création de la Compagnie Protéo.

## Galerie

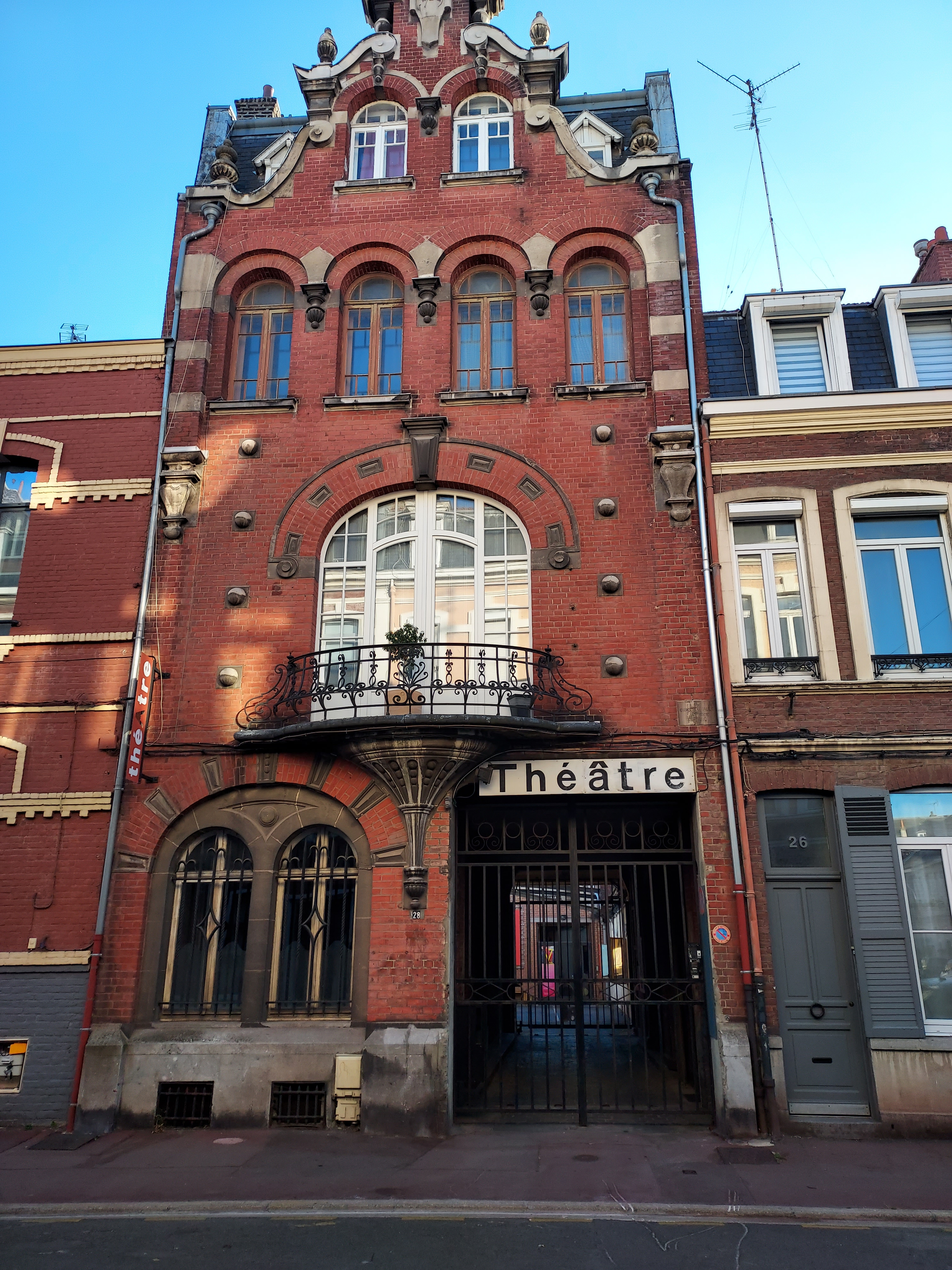
L'entrée, août 2022

## Accès
- Métro : ligne 1 - Arrêt République
- Bus : n° 12, arrêt Sacré-Cœur

## Jauge
150 places

## Spectacles accueillis
Liste non exhaustive
- Plouk(s) de Pierre Berthélémy, inspiré par l'histoire du café Chez Salah, que son propriétaire refusa de vendre aux promoteurs immobiliers[6]